# Landkreis Freudenstadt
Der Landkreis Freudenstadt ist eine Gebietskörperschaft mit 121.958 Einwohnern (31. Dezember 2024) im Regierungsbezirk Karlsruhe in Baden-Württemberg. Er gehört zum Regionalverband Nordschwarzwald. Verwaltungssitz des Landkreises ist die Große Kreisstadt Freudenstadt. Der Landkreis Freudenstadt ist hinsichtlich der Einwohnerzahl der zweitkleinste Baden-Württembergs (kleiner ist lediglich der Hohenlohekreis).

## Geographie

### Lage
Als Naturraum liegt der Landkreis Freudenstadt nur zum Teil im Nordschwarzwald. Die südlichen, zum Talsystem der Kinzig gehörenden Gebiete (Alpirsbach und Bad Rippoldsau-Schapbach) zählen zum Mittleren Schwarzwald. Der Ostteil des Kreisgebiets (Schopfloch, Horb am Neckar, Empfingen und Eutingen im Gäu) unterscheidet sich als Gäulandschaft vom Schwarzwald und zählt naturräumlich zu den Oberen Gäuen, die zwischen Schwarzwald und Schwäbischer Alb liegen. Hier wird das Kreisgebiet kurz vom Neckar durchflossen. Die höchste Erhebung im Landkreis ist der Dreifürstenstein auf der Hornisgrinde mit 1151 m ü. NN. Er ist der höchste Punkt Württembergs.

### Flächenaufteilung
Nach Daten des Statistischen Landesamtes, Stand 2015.

### Naturschutz
Der Landkreis Freudenstadt besitzt folgende 18 Naturschutzgebiete:
1. Alte Egart: 19,0 ha; Gemeinde Glatten – Gemarkung Glatten
2. Benzinger Berg: 6,0 ha; Stadt Dornstetten – Gemarkung Aach und Stadt Freudenstadt – Gemarkung Dietersweiler
3. Dießener Tal und Seitentäler: 483,2 ha; Stadt Horb am Neckar und Gemeinde Schopfloch – Gemarkung Oberiflingen
4. Doxbrunnen-Steinachtal: 46,6 ha; Stadt Horb am Neckar – Gemarkung Altheim
5. Forchenkopf: 5,9 ha; Stadt Freudenstadt – Gemarkungen Wittlensweiler und Grüntal
6. Glaswaldsee: 101,3 ha; Gemeinde Bad Rippoldsau-Schapbach
7. Glaswiesen und Glaswald: 54,0 ha; Gemeinde Alpirsbach
8. Große Tannen: 14,0 ha; Gemeinde Pfalzgrafenweiler – Gemarkung Herzogsweiler und Gemeinde Seewald – Gemarkung Erzgrube
9. Heimbachaue: 10,0 ha; Gemeinde Loßburg – Gemarkung Haslachsimonswald
10. Kniebis-Alexanderschanze: 189,1 ha; Stadt Freudenstadt sowie Gemeinden Baiersbronn und Bad Rippoldsau-Schapbach
11. Kugler Hang: 4,3 ha; Stadt Horb am Neckar
12. Osterhalde: 88,4 ha; Stadt Horb am Neckar
13. Salzstetter Horn: 152,3 ha;  Stadt Horb am Neckar – Gemarkung Altheim und Gemeinde Waldachtal – Gemarkung Salzstetten
14. Schliffkopf: 272,2 ha (davon 146,8 ha im Landkreis Freudenstadt); Gemeinde Baiersbronn (Das NSG ist zum großen Teil im Nationalpark Schwarzwald aufgegangen)
15. Stockerbachtal: 4,8 ha;  Stadt Freudenstadt – Gemarkung Grüntal
16. Waldbrunnen: 33,3 ha; Stadt Horb am Neckar – Gemarkungen Grünmettstetten und Altheim
17. Wertwiesen: 11,0 ha; Stadt Horb am Neckar – Gemarkung Mühlen und Gemeinde Eutingen im Gäu – Gemarkung Rohrdorf
18. Wilder See-Hornisgrinde: 15 ha; Gemeinde Baiersbronn (das NSG ist zum großen Teil im Nationalpark Schwarzwald aufgegangen)

### Nachbarkreise
Der Landkreis Freudenstadt grenzt im Uhrzeigersinn im Nordwesten beginnend an die Landkreise Rastatt, Calw, Tübingen, Zollernalbkreis, Rottweil und Ortenaukreis.

## Geschichte
Der Landkreis Freudenstadt geht zurück auf das ehemalige württembergische Oberamt Freudenstadt, welches 1806/07 anstelle der alten Oberämter Dornstetten und Freudenstadt bzw. der Klosterämter Alpirsbach und Reichenbach geschaffen wurde. Ab 1810 gehörte es zur Landvogtei Schwarzwald und ab 1818 zum Schwarzwaldkreis. Im östlichen Kreisgebiet wurde 1806 das Oberamt Horb aus früher hauptsächlich zu Vorderösterreich gehörigen Gebieten gebildet. Im Südosten gab es das Oberamt Sulz. Beide Oberämter gehörten ab 1810 zur Landvogtei am mittleren Neckar und ab 1818 ebenfalls zum Schwarzwaldkreis, der 1924 aufgelöst wurde. Auch in der Zwischenzeit wechselten einzelne Orte ihre Oberamtszugehörigkeit. 1934 wurden die drei Oberämter in Kreise umbenannt und 1938 der Kreis Sulz aufgelöst. Der größte Teil kam zum Landkreis Horb, der bedingt durch Gebietsteile des preußischen Landkreises Hechingen fortan aus zwei getrennten Gebietsteilen (Nordteil mit der Kreisstadt Horb am Neckar und Südteil um Sulz am Neckar) bestand. Nach dem Zweiten Weltkrieg kamen beide Landkreise zum neuen Bundesland Württemberg-Hohenzollern und nach der Länderneugliederung 1952 im Südwesten zu Baden-Württemberg. Danach gehörten sie zum Regierungsbezirk Südwürttemberg-Hohenzollern.
Bei der Kreisreform wurde am 1. Januar 1973 der Landkreis Horb aufgelöst. Sein nördliches Gebiet kam zum vergrößerten Landkreis Freudenstadt, der auch noch die Gemeinden Dießen und Empfingen des aufgelösten Landkreises Hechingen, die Gemeinden Peterzell und Römlinsdorf des Landkreises Rottweil und die Gemeinden Bad Rippoldsau und Schapbach des ebenfalls aufgelösten Landkreises Wolfach erhielt. Die Gemeinde Fünfbronn trat er an den Landkreis Calw ab. Der südliche Teil des Landkreises Horb kam zum Landkreis Rottweil.
Bereits am 1. Januar 1971 erhielt der Landkreis die Gemeinde Reutin aus dem Landkreis Rottweil. Diese wurde in die Stadt Alpirsbach eingemeindet.
Die Gemeinde Busenweiler wechselte am 1. April 1974 in den Landkreis Rottweil und die Gemeinde Garrweiler am 1. Oktober 1974 in den Landkreis Calw. Am 1. Januar 1977 wurde der Ort Tauchert mit damals mehr als 25 Einwohnern von Forbach (Landkreis Rastatt) nach Baiersbronn umgemeindet.
Der neue Landkreis Freudenstadt umfasste nach Abschluss der Gemeindereform zunächst 17 Gemeinden, darunter vier Städte und hiervon wiederum zwei Große Kreisstädte (Freudenstadt und Horb am Neckar). Am 1. Januar 2007 wurde die Gemeinde Betzweiler-Wälde nach Loßburg eingemeindet. Damit hat der Landkreis nur noch 16 Gemeinden, darunter vier Städte. Größte Stadt ist Horb am Neckar, kleinste Gemeinde ist Wörnersberg.

### Einwohnerstatistik

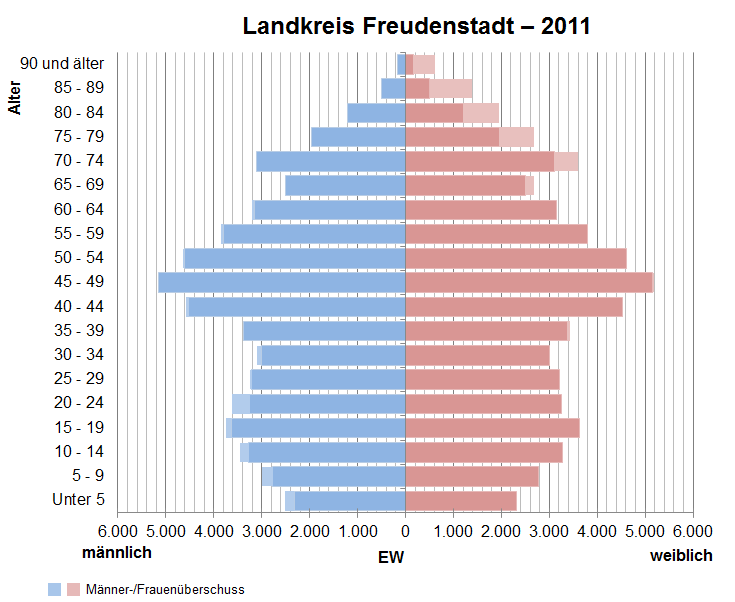
Bevölkerungspyramide für den Landkreis Freudenstadt (Datenquelle: Zensus 2011)

Die Einwohnerzahlen sind Volkszählungsergebnisse (¹) oder amtliche Fortschreibungen des Statistischen Landesamts Baden-Württemberg (nur Hauptwohnsitze).
| Datum             | Einwohner |
| ----------------- | --------- |
| 31. Dezember 1973 | 98.294    |
| 31. Dezember 1975 | 97.682    |
| 31. Dezember 1980 | 99.697    |
| 31. Dezember 1985 | 101.572   |
| 25. Mai 1987 ¹    | 101.957   |
| 31. Dezember 1990 | 109.960   |

| Datum             | Einwohner |
| ----------------- | --------- |
| 31. Dezember 1995 | 119.166   |
| 31. Dezember 2000 | 120.848   |
| 31. Dezember 2005 | 122.579   |
| 31. Dezember 2010 | 119.878   |
| 31. Dezember 2015 | 116.233   |
| 31. Dezember 2020 | 118.364   |

### Konfessionsstatistik
Laut Zensus 2011 waren 43,6 % Einwohner evangelisch und 30,7 % römisch-katholisch. 25,7 % gehörten anderen Konfessionen oder Glaubensgemeinschaft an oder waren konfessionslos. Der Anteil der Protestanten und Katholiken an der Gesamtbevölkerung sinkt jährlich um einen Prozentpunkt. Gemäß dem Zensus 2022 waren am 25. Mai 2022 36,5 % der Einwohner evangelisch, 26,6 % katholisch, und 36,9 % waren konfessionslos, gehörten einer anderen Glaubensgemeinschaft an oder machten keine Angabe.

## Politik
Der Landkreis wird vom Kreistag und vom Landrat verwaltet. Das Landratsamt Freudenstadt ist die Verwaltungsbehörde des Landkreises.

### Kreistag
| Kreistagswahl Freudenstadt 2024Wahlbeteiligung: 60,3 % 403020100 30,3 %20,9 %15,5 %11,3 %8,4 %7,3 %6,6 %keine % CDUFWVAfDSPDGrüneFDPFrauenSonst.Gewinne und Verlusteim Vergleich zu 2019 %p 8 6 4 2 0 −2 −4 −6+3,1 %p−2,6 %p+7,7 %p+0,4 %p−2,4 %p−4,2 %p−0,7 %p−1,2 %pCDUFWVAfDSPDGrüneFDPFrauenSonst. | Sitzverteilung im Kreistag Freudenstadt seit 2024Insgesamt 44 Sitze - SPD: 5 - Grüne: 4 - Frauen: 3 - FWV: 9 - FDP: 3 - CDU: 13 - AfD: 7 |

Die Ergebnisse vergangener Wahlen zeigt folgende Tabelle:
| Parteien und Wählergemeinschaften | Parteien und Wählergemeinschaften                     | % 2024 | Sitze 2024 | % 2019 | Sitze 2019 | % 2014 | Sitze 2014 | % 2009 | Sitze 2009 | % 2004 | Sitze 2004 | % 1999 | Sitze 1999 | % 1994 | Sitze 1994 | % 1989 | Sitze 1989 |
| --------------------------------- | ----------------------------------------------------- | ------ | ---------- | ------ | ---------- | ------ | ---------- | ------ | ---------- | ------ | ---------- | ------ | ---------- | ------ | ---------- | ------ | ---------- |
| CDU                               | Christlich Demokratische Union Deutschlands           | 30,0   | 13         | 26,9   | 11         | 32,9   | 13         | 32,6   | 15         | 35,8   | 15         | 40,1   | 17         | 37,1   | 17         | 37,8   | 17         |
| FWV                               | Freie Wählervereinigung für den Kreistag Freudenstadt | 20,9   | 9          | 24,4   | 10         | 27,5   | 11         | 24,8   | 12         | —      | —          | —      | —          | —      | —          | —      | —          |
| AfD                               | Alternative für Deutschland                           | 15,5   | 7          | 7,3    | 3          | —      | —          | —      | —          | —      | —          | —      | —          | —      | —          | —      | —          |
| SPD                               | Sozialdemokratische Partei Deutschlands               | 11,3   | 5          | 10,9   | 4          | 13,7   | 5          | 14,3   | 6          | 16,7   | 7          | 17,1   | 7          | 21,1   | 9          | 20,6   | 9          |
| Grüne                             | Bündnis 90/Die Grünen                                 | 8,4    | 4          | 11,0   | 5          | 8,1    | 3          | 8,8    | 4          | 8,4    | 3          | 6,4    | 2          | 7,9    | 3          | 7,1    | 3          |
| FDP                               | Freie Demokratische Partei                            | 7,3    | 3          | 11,1   | 5          | 9,9    | 4          | 15,4   | 6          | 12,2   | 4          | 8,6    | 3          | 3,8    | 1          | 3,6    | 1          |
| Frauen                            | Frauen in den Kreistag                                | 6,6    | 3          | 7,5    | 3          | 5,7    | 2          | —      | —          | —      | —          | —      | —          | —      | —          | —      | —          |
| Die Linke                         | Linke                                                 | —      | —          | 1,0    | —          | —      | —          | 0,9    | —          | —      | —          | —      | —          | —      | —          | —      | —          |
| REP                               | Die Republikaner                                      | —      | —          | —      | —          | 2,5    | 1          | 2,5    | 1          | 3,1    | 1          | 2,5    | –          | 3,6    | 1          | 2,2    | —          |
| PBC                               | Partei Bibeltreuer Christen                           | —      | —          | —      | —          | —      | —          | 0,7    | —          | —      | —          | —      | —          | —      | —          | —      | —          |
| WG                                | Wählervereinigungen                                   | —      | —          | —      | —          | —      | —          | —      | —          | 23,8   | 11         | 25,2   | 12         | 25,1   | 12         | 28,6   | 13         |
| Sonst.                            | Sonstige                                              | —      | —          | —      | —          | —      | —          | —      | —          | —      | —          | —      | —          | 1,3    | —          | —      | —          |
| Gesamt                            | Gesamt                                                | 100,0  | 44         | 100,0  | 41         | 100,0  | 39         | 100,0  | 44         | 100,0  | 41         | 100,0  | 41         | 100,0  | 43         | 100,0  | 43         |
| Wahlbeteiligung                   | Wahlbeteiligung                                       | 60,3 % | 60,3 %     | 56,7 % | 56,7 %     | 49,2 % | 49,2 %     | 51,4 % | 51,4 %     | 52,3 % | 52,3 %     | 54,8 % | 54,8 %     | 66,7 % | 66,7 %     | 62,5 % | 62,5 %     |

- WG: Wählervereinigungen, da sich die Ergebnisse von 1989 bis 2004 nicht auf einzelne Wählergruppen aufschlüsseln lassen.

### Landrat
Der Kreistag wählt den Landrat für eine Amtszeit von acht Jahren. Der Landrat ist gesetzlicher Vertreter und Repräsentant des Landkreises sowie Vorsitzender des Kreistags und seiner Ausschüsse. Er leitet das Landratsamt und ist Beamter des Kreises.
Zu seinem Aufgabengebiet zählen die Vorbereitung der Kreistagssitzungen sowie seiner Ausschüsse. Er beruft Sitzungen ein, leitet diese und vollzieht die dort gefassten Beschlüsse. In den Gremien hat er kein Stimmrecht. Sein Stellvertreter ist der Erste Landesbeamte.
Die Landräte des Landkreises Horb 1945–1972
- 1945–1946: Albert Eitel (kommissarisch)
- 1946–1946: Wilhelm Trautmann (Amtsverweser)
- 1946–1946: Friedrich Wilhelm Haugg (kommissarisch)
- 1946–1947: Alfons Maria Röhrle (Amtsverweser)
- 1947–1957: Hugo Schneider
- 1958–1965: Johann Georg Frank
- 1966–1972: Karl Georg Kruspe

Die Landräte des Landkreises Freudenstadt ab 1935
- 1935–1939: Hans von Watter
- 1939–1940: Fritz Büttner (Amtsverweser)
- 1940–1945: Ernst Lauffer
- 1945–1960: Herbert Hesselbarth
- 1960–1971: Helmut Weihenmaier
- 1971–2000: Gerhard Mauer
- 2000–2010: Peter Dombrowsky (CDU)
- seit 2010: Klaus Michael Rückert (CDU)

Die Oberamtmänner des Oberamts Freudenstadt ab 1807 sind unter Oberamt Freudenstadt dargestellt.

### Hoheitszeichen

Hissflagge
Bannerflagge

Als Hoheitszeichen führt der Landkreis Freudenstadt ein Siegel, ein Wappen sowie eine Hiss- und eine Bannerflagge. Ferner verwendet der Landkreis ein Logo.
| Wappen des Landkreises Freudenstadt | Blasonierung: „In Gold (Gelb) ein linksgekehrter balzender, rot bewehrter, schwarzer Auerhahn auf schwarzem Ast.“ |
| Wappen des Landkreises Freudenstadt | Wappenbegründung: Das Wappen des Landkreises Freudenstadt wurde vom damaligen Oberamt Freudenstadt am 28. August 1926 angenommen und dem durch die Kreisreform neugebildeten Landkreis am 3. September 1973 neu verliehen. Der Auerhahn symbolisiert den Schwarzwald, in welchem der Auerhahn beheimatet ist, und die einstigen fürstlichen Jagdreviere im Kreisgebiet. Das 1926 angenommene Oberamtswappen war das erste seiner Art in Württemberg. |

### Partnerschaft
Seit Juli 2002 besteht eine Partnerschaft zwischen dem Landkreis Freudenstadt und dem Landkreis Tomaszowski (Lublin).  Gegenstand und Ziel der Partnerschaft ist die Zusammenarbeit in den Bereichen Kultur, Touristik, Sport, Bildung, Umweltschutz und Ökologie.

## Wirtschaft und Infrastruktur
Im sogenannten „Zukunftsatlas“ belegte der Landkreis Freudenstadt im Jahr 2016 Platz 201 von 402 Landkreisen, Kommunalverbänden und kreisfreien Städten in Deutschland und zählt damit zu den Regionen mit „ausgeglichenem Chancen-Risiko-Mix“ für die Zukunft. In der Ausgabe von 2019 lag er auf Platz 178 von 401.

### Verkehr

#### Bahnverkehr
Die Königlich Württembergischen Staats-Eisenbahnen führten 1866 ihre Bahnstrecke Plochingen–Immendingen neckaraufwärts über Tübingen nach Horb und im folgenden Jahr weiter in Richtung Rottweil.
1874 erreichte auch die Bahn von Pforzheim durchs Nagoldtal die ehemalige Kreisstadt Horb. Das kurze Teilstück Eutingen–Hochdorf wurde ab 1879 auch von der damaligen Gäubahn Stuttgart–Freudenstadt mitgenutzt. Von dort ging es 1886 weiter nach Alpirsbach–Hausach (Kinzigtalbahn). 
1901 wurde Freudenstadt Hbf Knotenpunkt für die Murgtalbahn, die über Freudenstadt Stadtbahnhof bis Klosterreichenbach und erst 1928 unter der Regie der Deutschen Reichsbahn weiter talab in Richtung Rastatt verkehrte. Sie wird seit Ende 2003 durch die AVG elektrisch betrieben: Es verkehren die S-Bahnlinien S31 und S41 zwischen Freudenstadt und Karlsruhe.
Die Gäubahn wird heute von einer verlängerten S41 und Regional-Express-Zügen Stuttgart–Freudenstadt bedient.
Die Hohenzollerische Landesbahn berührt seit 1901 mit der Strecke Eyach–Haigerloch den heutigen Horber Stadtteil Mühringen. Hier ruht der Personenverkehr seit 1972.

#### ÖPNV
Seit 2001 gilt im gesamten Landkreis der einheitliche ÖPNV-Tarif der Verkehrs-Gemeinschaft Landkreis Freudenstadt.

#### Fernstraßen
Das Kreisgebiet wird an der Südostecke von der Bundesautobahn 81 (Stuttgart–Singen (Hohentwiel)) berührt. Ansonsten ist es durch Bundes-, Landes- und Kreisstraßen erschlossen. Eine wichtige Bundesstraße ist die B 500 („Schwarzwaldhochstraße“), die von Baden-Baden kommend an der westlichen Kreisgrenze Richtung Süden vorbeiführt.

#### Radverkehr
Durch den Landkreis Freudenstadt verlaufen die folgenden Alltagsrouten aus dem Radnetz Baden-Württemberg:
- Von Rastatt über Gaggenau und Gernsbach kommend über Baiersbronn, Freudenstadt und Alpirsbach Richtung Schiltach und Wolfach oder Schramberg
- Von Freudenstadt über Horb Richtung Rottenburg am Neckar. Beim Horber Stadtteil Altheim besteht ein Abzweig nach Nagold
- Von Herrenberg über Ergenzingen kommend über Horb Richtung Sulz am Neckar, Oberndorf am Neckar und Rottweil. Im Horber Stadtteil Bildechingen besteht ein Abzweig zur Route nach Freudenstadt.

Durch den Landkreis verlaufen die folgenden Landes-Radfernwege: 
- Der Heidelberg-Schwarzwald-Bodensee-Radweg führt von Heidelberg nach Radolfzell. Er führt von Nagold kommend durch Horb und östlich des Neckartals weiter in Richtung Rottweil.
- Der Neckartal-Radweg führt von Villingen-Schwenningen über Horb nach Mannheim
- Der Schwarzwald-Panorama-Radweg führt von Pforzheim und Bad Wildbad kommend über Besenfeld, Freudenstadt und Loßburg und weiter östlich des Kinzigtals Richtung Schramberg (Stadtteil Sulgen) und schließlich weiter nach Waldshut-Tiengen
- Der Naturpark-Radweg Schwarzwald Mitte/Nord führt rund um selbigen Naturpark und führt dabei im Landkreis Freudenstadt von den Schwarzwaldhöhen bei Bad Wildbad kommend  über Besenfeld, Freudenstadt und ins Kinzigtal über Alpirsbach Richtung Wolfach.

### Kreiseinrichtungen
Der Landkreis Freudenstadt ist Träger folgender beruflichen Schulen: Heinrich-Schickhardt-Schule (gewerbliche Schule, unter anderem mit technischem Gymnasium) Freudenstadt, Eduard-Spranger-Schule (kaufmännische Schule, unter anderem mit Wirtschaftsgymnasium) Freudenstadt, Luise-Büchner-Schule (hauswirtschaftliche Schule, unter anderem mit ernährungswissenschaftlichem Gymnasium) und dem beruflichen Schulzentrum Horb am Neckar (gewerbliche und hauswirtschaftliche Schule), ferner folgender sonderpädagogischer Bildungs- und Beratungszentren: Christophorus-Schule (Förderschwerpunkt Lernen) Freudenstadt, Roßbergschule (Förderschwerpunkt Lernen) Horb am Neckar, Eichenäcker-Schule (Förderschwerpunkt geistige Entwicklung) mit Schulkindergarten Dornstetten und Pestalozzischule (Förderschwerpunkt geistige Entwicklung) mit Schulkindergarten Horb am Neckar.
Der Landkreis Freudenstadt ist auch Träger des Krankenhauses Freudenstadt und der Klinik Hospital zum Heiligen Geist in Horb am Neckar.

## Gemeinden
(Einwohner am 31. Dezember 2024)
| Städte 1. Alpirsbach (6114) 2. Dornstetten (8194) 3. Freudenstadt, Große Kreisstadt (24.464) 4. Horb am Neckar, Große Kreisstadt (25.651) Vereinbarte Verwaltungsgemeinschaften und Gemeindeverwaltungsverbände 1. Gemeindeverwaltungsverband Dornstetten mit Sitz in Dornstetten; Mitgliedsgemeinden: Stadt Dornstetten und Gemeinden Glatten, Schopfloch und Waldachtal 2. Vereinbarte Verwaltungsgemeinschaft der Stadt Freudenstadt mit den Gemeinden Bad Rippoldsau-Schapbach und Seewald 3. Vereinbarte Verwaltungsgemeinschaft der Stadt Horb am Neckar mit den Gemeinden Empfingen und Eutingen im Gäu 4. Vereinbarte Verwaltungsgemeinschaft der Gemeinde Pfalzgrafenweiler mit den Gemeinden Grömbach und Wörnersberg | Weitere Gemeinden 1. Bad Rippoldsau-Schapbach (2035) 2. Baiersbronn (15.465) 3. Empfingen (4269) 4. Eutingen im Gäu (6120) 5. Glatten (2531) 6. Grömbach (641) 7. Loßburg (7919) 8. Pfalzgrafenweiler (7286) 9. Schopfloch (2598) 10. Seewald (2111) 11. Waldachtal (6346) 12. Wörnersberg (214) |  |

Die Gemeinden Empfingen, Glatten, Grömbach, Seewald und Wörnersberg sind mit Stand vom 31. Dezember 2021 schuldenfrei.

## Gemeinden vor der Kreisreform
Vor der Kreisreform 1973 bzw. vor der Gemeindereform gehörten zum (alten) Landkreis Freudenstadt seit 1938 insgesamt 50 Gemeinden, darunter 3 Städte.
Am 7. März 1968 stellte der Landtag von Baden-Württemberg die Weichen für eine Gemeindereform. Mit dem Gesetz zur Stärkung der Verwaltungskraft kleinerer Gemeinden war es möglich, dass sich kleinere Gemeinden freiwillig zu größeren Gemeinden vereinigen konnten. Den Anfang im alten Landkreis Freudenstadt machten am 1. Januar 1971 die Gemeinde Reutin, die sich mit der Stadt Alpirsbach vereinigte, sowie die Gemeinden Betzweiler und Wälde, die sich zur neuen Gemeinde Betzweiler-Wälde vereinigte. In der Folgezeit reduzierte sich die Zahl der Gemeinden stetig.
Die verbliebenen Gemeinden des alten Landkreises Freudenstadt gingen am 1. Januar 1973 im neuen vergrößerten Landkreis Freudenstadt auf. Dieser gab 1974/75 im Rahmen der Gemeindereform noch zwei Gemeinden an den Landkreis Calw und eine Gemeinde an den Landkreis Rottweil ab.
Die größte Gemeinde des alten Landkreises Freudenstadt war die Kreisstadt Freudenstadt. Die kleinste Gemeinde war Erzgrube.
Der alte Landkreis Freudenstadt umfasste zuletzt eine Fläche von 612 Quadratkilometern und hatte bei der Volkszählung 1970 insgesamt 65.548 Einwohner.
In der Tabelle wird die Einwohnerentwicklung des alten Landkreises Freudenstadt bis 1970 angegeben. Alle Einwohnerzahlen sind Volkszählungsergebnisse.
| Datum              | Einwohner |
| ------------------ | --------- |
| 17. Mai 1939       | 46.052    |
| 13. September 1950 | 50.759    |

| Datum        | Einwohner |
| ------------ | --------- |
| 6. Juni 1961 | 58.409    |
| 27. Mai 1970 | 65.548    |

Es folgt eine Liste der Gemeinden des alten Landkreises Freudenstadt vor der Gemeindereform. Nahezu alle Gemeinden gehören auch heute noch zum Landkreis Freudenstadt. Lediglich Busenweiler gehört zum Landkreis Rottweil, und Fünfbronn und Garrweiler gehören zum Landkreis Calw.

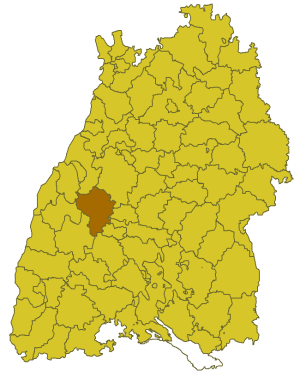
Landkreis Freudenstadt vor der Kreisreform

| frühere Gemeinde    | heutige Gemeinde  | Einwohner am 6. Juni 1961 |
| ------------------- | ----------------- | ------------------------- |
| Aach                | Dornstetten       | 784                       |
| Alpirsbach, Stadt   | Alpirsbach        | 4.125                     |
| Baiersbronn         | Baiersbronn       | 9.217                     |
| Besenfeld           | Seewald           | 661                       |
| Betzweiler          | Loßburg           | 696                       |
| Böffingen           | Glatten           | 241                       |
| Bösingen            | Pfalzgrafenweiler | 511                       |
| Busenweiler         | Dornhan           | 207                       |
| Cresbach            | Waldachtal        | 506                       |
| Dietersweiler       | Freudenstadt      | 1.346                     |
| Dornstetten, Stadt  | Dornstetten       | 2.358                     |
| Durrweiler          | Pfalzgrafenweiler | 320                       |
| Edelweiler          | Pfalzgrafenweiler | 185                       |
| Ehlenbogen          | Alpirsbach        | 356                       |
| Erzgrube            | Seewald           | 134                       |
| Freudenstadt, Stadt | Freudenstadt      | 14.213                    |
| Fünfbronn           | Simmersfeld       | 245                       |
| Garrweiler          | Altensteig        | 155                       |
| Glatten             | Glatten           | 1.385                     |
| Göttelfingen        | Seewald           | 583                       |
| Grömbach            | Grömbach          | 459                       |
| Grüntal             | Freudenstadt      | 541                       |
| Hallwangen          | Dornstetten       | 923                       |
| Herzogsweiler       | Pfalzgrafenweiler | 334                       |
| Hochdorf            | Seewald           | 368                       |
| Hörschweiler        | Waldachtal        | 280                       |
| Huzenbach           | Baiersbronn       | 586                       |
| Igelsberg           | Freudenstadt      | 287                       |
| Kälberbronn         | Pfalzgrafenweiler | 167                       |
| Klosterreichenbach  | Baiersbronn       | 1.668                     |
| Lombach             | Loßburg           | 529                       |
| Loßburg             | Loßburg           | 2.070                     |
| Lützenhardt         | Waldachtal        | 1.339                     |
| Neuneck             | Glatten           | 272                       |
| Oberiflingen        | Schopfloch        | 403                       |
| Pfalzgrafenweiler   | Pfalzgrafenweiler | 2.365                     |
| Reinerzau           | Alpirsbach        | 396                       |
| Röt                 | Baiersbronn       | 623                       |
| Schömberg           | Loßburg           | 338                       |
| Schopfloch          | Schopfloch        | 779                       |
| Schwarzenberg       | Baiersbronn       | 868                       |
| Sterneck            | Loßburg           | 293                       |
| Tumlingen           | Waldachtal        | 570                       |
| Unteriflingen       | Schopfloch        | 280                       |
| Untermusbach        | Freudenstadt      | 503                       |
| Vierundzwanzig Höfe | Loßburg           | 346                       |
| Wälde               | Loßburg           | 444                       |
| Wittendorf          | Loßburg           | 723                       |
| Wittlensweiler      | Freudenstadt      | 1.244                     |
| Wörnersberg         | Wörnersberg       | 183                       |

## Kfz-Kennzeichen
Am 1. Juli 1956 wurde dem Landkreis bei der Einführung der bis heute gültigen Kfz-Kennzeichen das Unterscheidungszeichen FDS zugewiesen. Es wird durchgängig bis heute ausgegeben. Aufgrund der Kennzeichenliberalisierung ist seit dem 2. Dezember 2013 das Unterscheidungszeichen HOR (Horb) erhältlich. Am 19. Februar 2018 kamen HCH (Hechingen) und WOL (Wolfach) hinzu.